# Ischyra vepretorum
Ischyra vepretorum är en insektsart som beskrevs av Henri Saussure och Francois Jules Pictet de la Rive 1898. Ischyra vepretorum ingår i släktet Ischyra och familjen vårtbitare. Inga underarter finns listade i Catalogue of Life.